# Hoogcasteren
Hoogcasteren est un hameau situé dans la commune néerlandaise de Bladel, dans la province du Brabant-Septentrional. Le hameau est situé entre Hoogeloon et Vessem.